# Synchiropus minutulus
Synchiropus minutulus là một loài cá biển thuộc chi Cá đàn lia gai (Synchiropus) trong họ Cá đàn lia. Loài này được mô tả lần đầu tiên vào năm 1981.

## Phân bố và môi trường sống
S. minutulus có phạm vi phân bố ở Tây Ấn Độ Dương.

## Mô tả
Mẫu vật lớn nhất của S. minutulus có chiều dài cơ thể được ghi nhận là 2,3 cm.